# Quan somrius
«Quan somrius» és una nadala composta per Josep Thió i publicada el 22 de novembre de 2000 a l'àlbum Altres cançons de Nadal. La cançó va ser interpretada de forma conjunta per Cris Juanico, Adrià Puntí, Pemi Fortuny, Jofre Bardagí, Jordi Planagumà, David Rosell, Joan Reig, Pep Suasi i Miqui Puig, entre d'altres.

## Versions
La nadala ha estat reinterpretada i versionada diversos cops per grups i intèrprets.
L'any 2013 va ser interpretada de nou per Enric Verdaguer, Els Catarres, Nyandú, Casa Rusa, Blaumut, Elena Gadel, Cesk Freixas, Teràpia de Shock i Obeses al disc Altres cançons de Nadal 5.
L'any 2019 la cançó va ser interpretada per Doctor Prats, Buhos, Els Catarres i Elena Gadel amb motiu de la Marató contra les malalties minoritàries.